# 张景胤
张景胤（1999年12月20日—），男，江苏徐州人，中國排球運動員，亦為中國國家男子排球隊成員，身高2.07米，司職主攻位置。曾效力過浙江體彩男排及波蘭球會Trefl格但斯克男排。 現時效力於俄羅斯球會貝爾哥羅德獅子頭 (Belogorie Belgorod)。

## 运动生涯
2013年，14岁的张景胤在徐州清华中学开始学习打排球，当时身高1.7米。
2015年的4月，张景胤在妈妈的陪同下来到了浙江男排二队。2017年1月20日，张景胤首次入选国少男排，征战在2017年第11届亚洲少年男子排球锦标赛，是国少男排第一得分手。
2017年8月的天津全运会之后，张景胤升入了浙江男排一队。
2018年首次入選中國國家男排。2021年起逐漸成為國家隊的主力球員。
2022年以主力身分參與 2022年男排亞洲盃取得冠軍並獲頒最有價值球員（MVP），其後亦參與2022年世界男子排球錦標賽。
2023年1月，张景胤入选2022-2023赛季中国男子排球超级联赛最佳阵容（最佳主攻），并获得最具人气运动员奖。同年2月1日，张景胤加盟波兰男排超級联赛（PlusLiga）的格但斯克俱乐部，征战赛季余下的比赛。他是俱乐部历史上，也是整个波蘭联赛历史上首位中国球员。
2023年10月，張景胤加盟俄羅斯排球超級聯賽球會別爾哥羅德獅子頭俱樂部，成為第一位征戰俄超男排聯賽的中國球員，亦是他連續第二年征戰海外聯賽。

## 獎項

### 个人荣誉
- 2022年男排亞洲盃 : 最有價值球員 (MVP)、最佳主攻
- 2022-2023赛季中国男子排球超级联赛: 最佳主攻、最具人气运动员

## 外部連結
- Profile （页面存档备份，存于） at 2018 VNL
- Profile （页面存档备份，存于） at 2019 VNL
- Profile （页面存档备份，存于） at 2022 VNL
- Profile （页面存档备份，存于） at 2023 VNL
- Profile （页面存档备份，存于） at PlusLiga （波蘭語）
- Profile （页面存档备份，存于） at Trefl Gdańsk （波蘭語）
- Profile （页面存档备份，存于） at Volleybox
- Profile （页面存档备份，存于） at WorldofVolley